# Руки, летящие в сторону созвездий
«Руки, летящие в сторону созвездий» (исп. Mains s'envolant vers les constellations) — картина Жоана Миро, датируемая 19 января 1974 года. Художник отдал картину в Фонд в тот же месяц, в который впервые показал картину публике — 10 июня 1975 года. Картина выставлялась в 1974 году в Большом дворце Парижа, и в 1975 году — в Фонде Жоана Миро в Барселоне.

## Отзывы и критика
Роза Мария Малет сказала о работе:
Картина — часть особенных последних работ Миро, в которых обильно использование черного и значительное сокращено использование других цветов в сравнении с чёрным. Это, вместе с видимым безразличием к нанесению краски на холст, с появлением капель и брызг, даёт работе большую силу и агрессивность. Агрессивно, но больше по форме, чем по содержанию. Эти работы не должны быть истолкованы как крик протеста, это скорее искреннее и спонтанное проявление чувств художника.
Оригинальный текст (англ.)The painting is part of the distinctive features of recent works by Miró, where there is abundant use of black and a considerable reduction other colors in proportion to the black. This together with the apparent indifference on the application of paint on the canvas, with the appearance of dripping and splashing, this work gives great strength and aggressiveness. An aggressive but there is more in form than content. These works should not be interpreted as a cry of protest but as a sincere and spontaneous manifestation of feelings of the artistMalet. RM, Joan Miró
Сам Миро говорил об этой технике так:
Этот способ окунания пальца в краску сравнительно нов. В моей монографии можно рассмотреть на фотографиях, как я это делаю. Я всегда использую ресурс пальцев. Даже обмакиваю кулак, и, затем рисую круги.

Оригинальный текст (англ.)This method is to dip your finger in the paint is fairly recent. In a photo of my monograph can be seen as I do it. I always use the resource of the fingers. Even spread paint fist, and, rubbing in circles.
Joan Miro, maintenant je travaille par terre / par Yvon Taillandier proposals recuellis